# Martin Johansen
Martin Johansen (Drammen, 20 febbraio 1893 – Drammen, 6 dicembre 1989) è stato un calciatore norvegese, di ruolo difensore.

## Carriera

### Giocatore

#### Club
Johansen vestì la maglia del Drafn.

#### Nazionale
Conta 16 presenze per la Norvegia. Esordì il 30 settembre 1923, nella sconfitta per 2-1 contro la Danimarca.

### Allenatore
Fu allenatore del Drafn in due distinte circostanze: prima nel 1928 e poi dal 1939 al 1940.